# Referèndum del Regne de Sikkim de 1975
El 14 d'abril de 1975 es va celebrar en el Regne de Sikkim un referèndum sobre l'abolició de la monarquia. Va ser aprovat pel 97,55% dels votants, i va donar lloc al fet que el país es convertís en un estat indi.